# CompactFlash

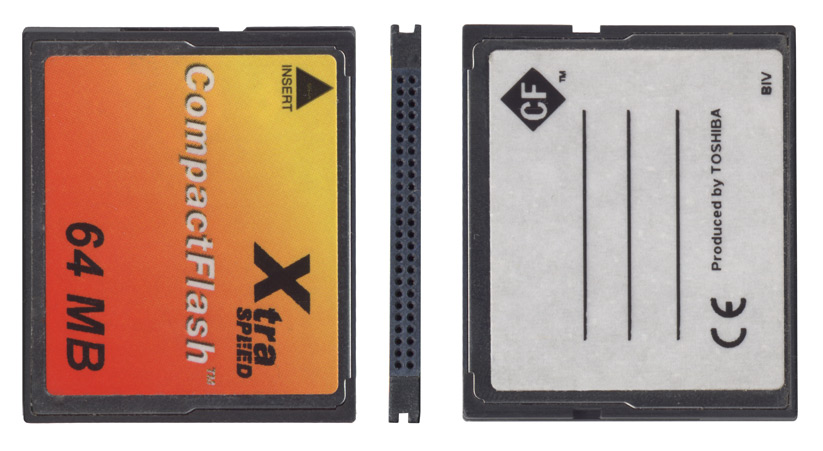
Una tarjeta CompactFlash de 64MB del Tipo I.

CompactFlash (CF) fue originalmente un tipo de dispositivo de almacenamiento de datos, usado en dispositivos electrónicos portátiles. Como dispositivo de almacenamiento, suele usar memoria flash en una carcasa estándar, y fue especificado y producido por primera vez por SanDisk Corporation en 1994. El formato físico sirve ahora para una gran variedad de dispositivos. Principalmente hay dos tipos de tarjetas CF, el Tipo I y el Tipo II, ligeramente más grueso. Hay tres velocidades de tarjetas (CF original, CF de Alta Velocidad (usando CF+/CF2.0) y CF de Alta Velocidad (Usando CF3.0). La ranura CF de Tipo II es usada por Microdrives y algunos otros dispositivos.

Para competir con las anteriores, y de un tamaño mayor, tarjetas de memoria PC Card Tipo I, y se fabricó originalmente a partir de memorias flash basadas en NOR de Intel, aunque finalmente se pasó a usar NAND. CF está entre los formatos más antiguos y exitosos, y se ha introducido en un nicho en el mercado profesional de las cámaras. Se ha beneficiado de tener tanto un buen coste en relación con la capacidad de la memoria comparado con otros formatos, como de tener, generalmente, mayores capacidades disponibles que los formatos más pequeños. 
Las tarjetas CF pueden ser usadas directamente en una ranura PC Card con un adaptador enchufable, y con un lector, en cualquier puerto común como USB o FireWire. Además, gracias a su mayor tamaño en comparación con las tarjetas más pequeñas que aparecieron posteriormente, muchos otros formatos pueden ser usados directamente en una ranura de tarjeta CF con un adaptador (incluyendo SD/ MMC, Memory Stick Duo, xD-Picture Card en una ranura de tipo I, y SmartMedia en una de Tipo II, a fecha de 2005) (algunos lectores de multi-tarjetas usan CF para E/S igualmente).

## Descripción

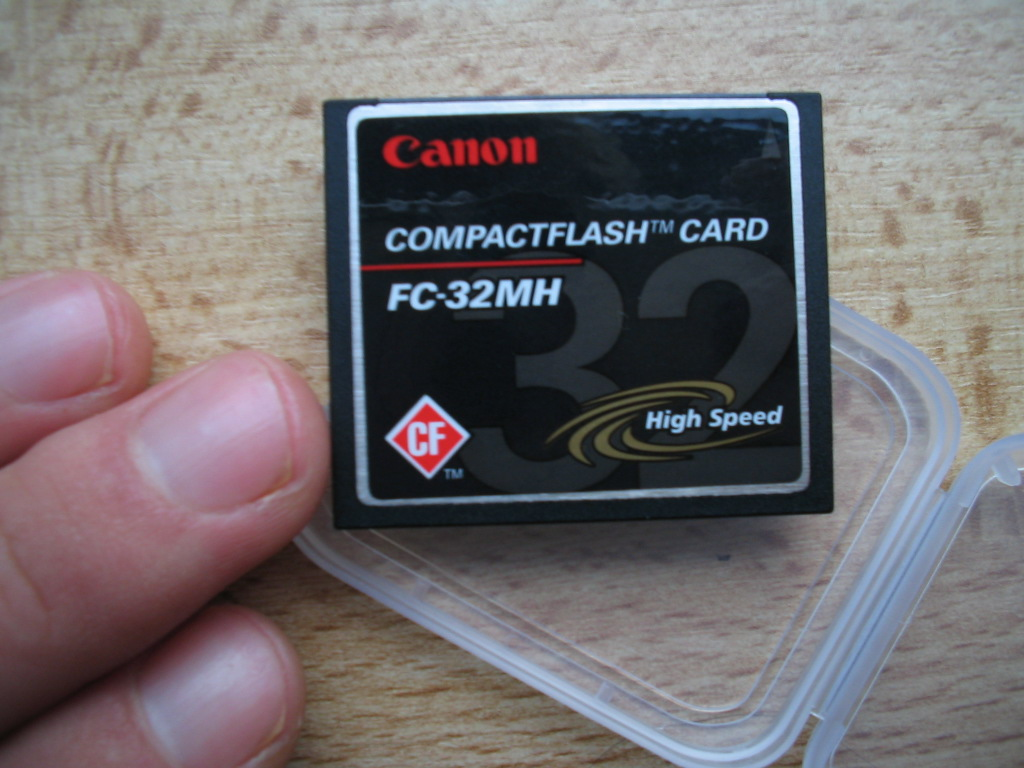
Una tarjeta CompactFlash de Tipo I de alta velocidad de 32MB.

La memoria flash basada en NOR tiene una densidad menor que la de los sistemas más recientes basados en NAND, CompactFlash es, por consiguiente, el más grande de los tres formatos de tarjetas de memoria que aparecieron a principios de los años 90, siendo las otras dos la Miniature Card (MiniCard) eléctricamente idéntica. Es decir, aparece para el dispositivo host como si fuera un disco duro de un tamaño definido y tiene un diminuto controlador IDE integrado en el mismo dispositivo CF. El conector mide de ancho unos 43 mm y la carcasa tiene 36 mm de profundidad y está disponible en dos grosores diferentes, CF (3,3 mm) y CF II (5 mm). Sin embargo, ambos tipos son idénticos. Las tarjetas CF I pueden ser usadas en las ranuras para CF II, pero las tarjetas CF II son demasiado gruesas para poder encajar en las ranuras para CF I. Las tarjetas de memoria son habitualmente del tipo CF I.
Las tarjetas CF son mucho más compactas que las tarjetas de memoria PC Card (PCMCIA) de Tipo I, excepto por su grosor, que es el mismo que las tarjetas PC Card Tipo I y Tipo II respectivamente. CF ha logrado ser el más exitoso de los primeros formatos de tarjetas de memoria, sobreviviendo tanto a la Miniature Card, como a la SmartMedia y PC Card Tipo I. SmartMedia supuso una competencia dura para CF en dispositivos más pequeños, y fue más popular que CF en términos de penetración en el mercado, pero SmartMedia le cedería esta área a tipos de tarjetas más nuevos (durante el escaso período 2002-2005).
Los formatos de tarjetas de memoria que aparecieron a finales de los años 90 y a principios de la siguiente década (SD/MMC, varios formatos de Memory Stick, xD-Picture Card, etc.) supusieron una dura competencia. Los nuevo formatos, más pequeños, tenían un tamaño de una fracción del tamaño de CF, y en algunos casos incluso más pequeños de los que CF había sido respecto a PC Card. Estos nuevo formatos dominarían las PDAs, teléfonos móviles, y cámaras digitales (especialmente los modelos más compactos). 
Sin embargo, CF continúa ofreciéndose en muchos dispositivos, y permanece como el principal estándar para cámaras profesionales, así como también en un gran número de productos de consumo en 2005. Las características clave se mantienen, como un coste aceptable por megabyte, ofreciendo una mayor capacidad máxima que las tarjetas más pequeñas, la capacidad por parte de CF II de usar Microdrive, y adaptadores que permiten a una ranura CF poder usar muchos otros formatos de tarjeta más pequeños. Los adaptadores para CF en ranuras de PC Card son también más baratos que otros tipos, dado que son sólo un adaptador de clavija sin chips en su interior.
Hay que destacar que CF (y otros formatos) no han logrado reemplazar completamente a las tarjetas de memoria PC Card Tipo I y II en varias aplicaciones industriales.
Los dispositivos de memoria flash son no volátiles y semiconductores, por lo que son más robustos que las unidades de disco, y consumen alrededor del 5% de la energía que necesitan las unidades de disco pequeñas, y todavía tienen velocidades de transferencia buenas (hasta 20 MB/s de escritura y 20 MB/s de lectura en la SanDisk Extreme III). Funcionan a 3,3 voltios o 5 voltios, y pueden intercambiarse de un sistema a otro. Las tarjetas CF con memoria flash pueden hacerle frente a cambios rápidos y extremos de temperatura. Las versiones industriales de tarjetas de memoria flash pueden funcionar en un rango de -45 hasta +85 °C.
Los dispositivos CF se usan en ordenadores PDA y portátiles (que pueden o no pueden aceptar tarjetas de tamaños grandes), cámaras digitales, y una gran variedad de dispositivos, incluyendo ordenadores de escritorio.
A 2005, hay tarjetas CompactFlash con capacidades desde unos 8 megabytes hasta aproximadamente 12 gigabytes. (Aquí, un megabyte se define como un millón de bytes, y un gigabyte equivale a 1.000.000.000 de bytes). En 2011 SanDisk ha sacado una tarjeta CF con 128Gb de capacidad y velocidad de escritura de 100Mb/seg, dentro del nuevo estándar UDMA.

## Microdrives

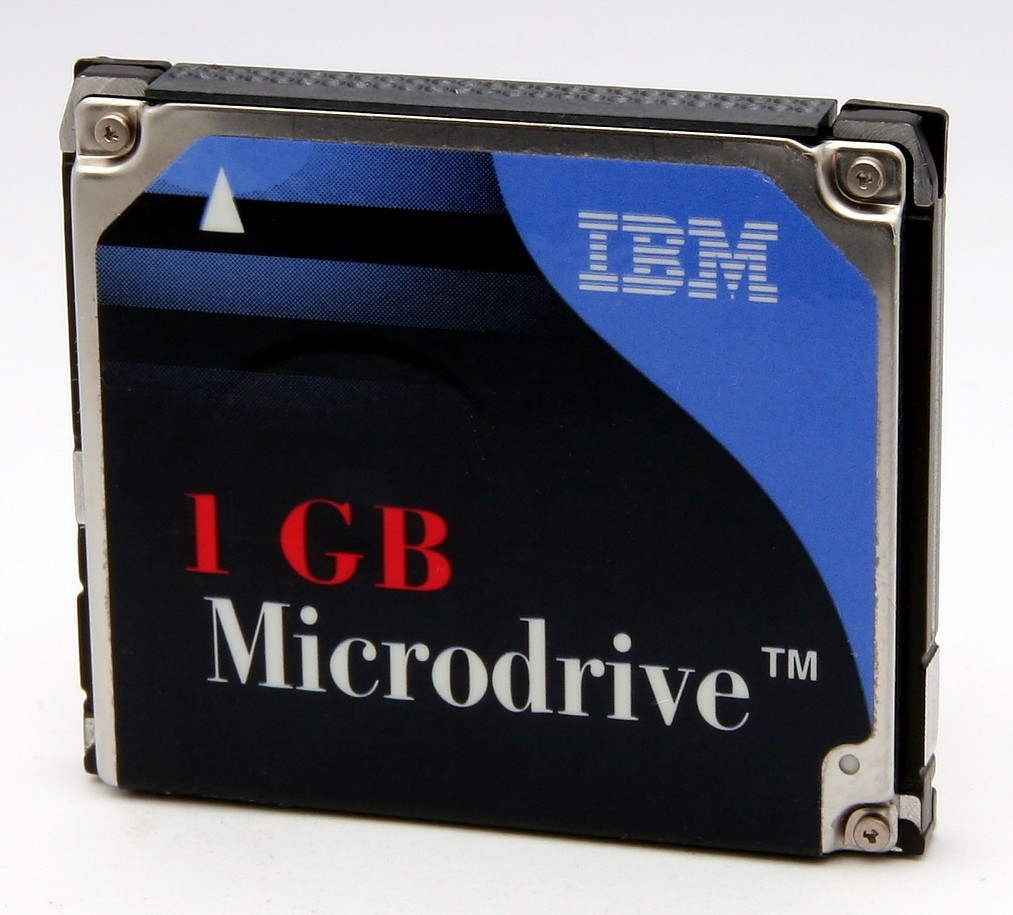
Microdrive IBM de 1 GB.

Los Microdrives son discos duros diminutos (sobre 1 pulgada/25 mm de ancho) que son para CompactFlash Tipo II. Fueron desarrollados y lanzados en 1999 por IBM con una capacidad de 340 megabytes. Luego, la división fue vendida a Hitachi en diciembre de 2002 junto con la marca registrada Microdrive. Ahora hay otras marcas que venden Microdrives (como Seagate, Sony, etc), y, con el paso de los años, se ha incrementado la capacidad de las tarjetas (hasta 6 GB a mediados de 2005).
Como estos dispositivos encajan en cualquier ranura CF II, reciben más energía por término medio que la memoria flash, por lo que no pueden trabajar en algunos dispositivos con un nivel bajo de energía (por ejemplo, los HPCs de NEC). Al tratarse de dispositivos mecánicos, son más sensibles a movimientos bruscos y cambios de temperatura que las memorias flash, aunque en la práctica son muy robustos.

## La especificación de CF+
Cuando CompactFlash fue el primero en estandarizarse, los discos duros de tamaño corriente raramente tenían una capacidad mayor de 4 GB, por lo que las limitaciones existentes del estándar ATA fueron consideradas aceptables. Desde entonces, los discos duros han tenido que hacer muchas modificaciones para que el sistema ATA pueda administrar estos soportes lógicos en continuo aumento, y hoy en día incluso las tarjetas de memoria flash han superado el límite de los 4 GB.
Por esta razón, se ha definido un nuevo estándar CF, CF + (o CF 2.0). Incluye dos cambios principales: un incremento en la velocidad de transferencia de datos hasta 16 MB/s, capacidades de hasta 137 GB (según la CompactFlash Association, CFA).
También ha aparecido el estándar CF 3.0, que soporta tasas de transferencia de hasta 150 MB/s y otras características.

## Otros dispositivos que cumplen el estándar CF
El formato CompactFlash sirve también para varios dispositivos de entrada/salida y de interfaz. Dado que es eléctricamente idéntico a PC Card, muchas PC Cards tienen equivalentes CF. Algunos ejemplos incluyen:
- Adaptador de pantalla Super VGA
- Cámara digital
- GBA Movie Player
- GPS
- Escáner de código de barras
- Ethernet
- Lector de bandas magnéticas
- Lectores para otras memorias flash
- Módem
- Wi-Fi